# Dimitris Kyrsanidis
Dimitris Kyrsanidis (grekiska: Δημήτρης Κυρσανίδης), född 25 maj 1995 i Thessaloniki, är en grekisk parkourutövare.

## Karriär
Kyrsanidis började med parkour som 12-åring 2007. Han tog guld vid Red Bull Art of Motion i Santorini både 2014 och 2015. Kyrsanidis tog även brons i samma tävling 2017 och 2019. I maj 2018 tog Kyrsanidis brons i freestyle vid världscupen i Montpellier. I april 2019 tog han brons i speed vid världscupen i Chengdu. Senare samma månad tog Kyrsanidis guld i freestyle och silver i speed vid världscupen i Hiroshima.
I oktober 2022 vid VM i Tokyo tog Kyrsanidis herrarnas första VM-guld i freestyle i den första upplagan av mästerskapet.